# Вчителька природознавства
«Вчителька природознавства» («La professoressa di scienze naturali») — італійська еротична комедія 1976 року, знята режисером Мікеле Массімо Тарантіно, з Ліллі Караті у головній ролі.

## Сюжет
Літня та заслужена викладачка фізики настільки невдало провела навчальні будні, що опинилася у лікарні. Але варто було тільки учням зрадіти цьому факту, як знайшлася заміна у вигляді молодої та сексуальної Стефанія Маріні, яка відразу ж виявилася об'єктом бажання всього випускного класу. Але найбільше пощастило Андреа Бальзамо, у будинку якого нова вчителька зняла собі кімнату.

## У ролях
- Ліллі Караті: професор Стефанія Маріні
- Мікеле Джамміно: барон Філіппо Каччапуполо
- Джакомо Ріццо: професор Страціота
- Альваро Віталі: Пеппіно Карілья
- Ріа Де Сімоне: Іммаколата
- Джанфранко Барра: директор Джованні
- Гастоне Пескуччі: Нікола Бальзамо
- Марко Джелардіні: Андреа Бальзамо
- Джанфранко Д'Анджело: Дженезіо
- Маріо Каротенуто: дон Антоніо
- Джино Паньяні: людина з презервативами
- Адріана Факкетті: професор Мастріллі
- Серена Беннато: офіціантка Ернеста
- Анджела Доріа: Грацієлла

## Знімальна група
- Режисер: Мікеле Массімо Тарантіно
- Сценарій: Маріано Лауренті, Франко Меркурі, Франческо Міліція, Маріно Онораті, Мікеле Массімо Тарантіні
- Оператор: Анджело Філіппіні
- Монтаж: Даніеле Алабізо
- Композитор: Алессандро Алессандроні
- Художник: Франческо Калабрезе
- Костюми: Розальба Менічеллі
- Грим: Клаудія Джустіні